# Lotus 92
Der Lotus 92 war ein Formel-1-Rennwagen des britischen Rennstalls Lotus, der in der Formel-1-Weltmeisterschaft 1983 eingesetzt wurde.

## Technische Daten
Obgleich Teamchef Peter Warr mit Renault einen Exklusivvertrag über die Lieferung von Turbomotoren abgeschlossen hatte, war abzusehen, dass mit Saisonbeginn 1983 nicht genügend Kundenmotoren zur Verfügung stünden. Dies verzögerte zwangsläufig auch den Einsatz des bereits fertiggestellten Lotus 93T. Die Teamführung sah sich daher bis zur Bewältigung des Lieferengpasses gezwungen, auf konventionelle Saugmotoren umzusteigen und möglichst rasch ein Übergangsfahrzeug zu entwerfen. Als Grundlage hierfür diente der Lotus 91, der nach Modifikationen am 28. Februar 1983 als Lotus 92 der Öffentlichkeit präsentiert wurde. Der von der Presse als Computer-Lotus titulierte Rennwagen hatte ein als revolutionär eingestuftes computergestütztes Federungssystem, das erstmals am 16. Dezember 1982 von Dave Scott auf dem Snetterton Motor Racing Circuit getestet worden war.
Das System erwies sich im Rennbetrieb infolge mangelnder Rechnerleistung als untauglich. Nigel Mansell, Teamkollege von Elio de Angelis, fuhr dieses System nur in den Rennen von Brasilien und Long Beach. Danach griff das Team auf eine konventionelle Federung zurück.
Das Monocoque des Lotus 92 bestand aus Kunstharz, das mit Kohlenstoff- und Aramidfasern verstärkt war. Angetrieben wurde das Fahrzeug von einem Ford-Cosworth-DFV-Motor. Der wassergekühlte Achtzylinder-V-Motor mit einem Zylinderbankwinkel von 90° und vier Ventilen pro Zylinder (DFV -Double Four Valve) hatte einen Hubraum 2993 cm³und leistete rund 530 PS (390 kW) bei etwa 11.600/min. Motorzündung und Einspritzsystem stammten von Lucas. Das Lotus-Hewland Getriebe hatte fünf Vorwärtsgänge und einen Rückwärtsgang; es war längs eingebaut.
Alle Räder waren einzeln an Doppelquerlenkern aufgehängt. Federn und Stoßdämpfer lagen innen; an der Vorderachse wurden sie über Zugstangen und hinten vom oberen Querlenker betätigt. Der Wagen hatte einen Radstand von 2799 mm und eine Spurweite von 1786 mm vorn und 1672 mm hinten. Die Reifen lieferte Pirelli.

## Sponsor
Hauptsponsor war der Tobacco-Konzern mit der Zigarettenmarke John Player Special, weshalb das Fahrzeug schwarz mit goldenen Applikationen lackiert war.

## Saisonverlauf
Elio de Angelis fuhr den Lotus 92 nur beim Auftaktrennen in Brasilien, weil sich an seinem Lotus 93T vor Rennbeginn technische Probleme herausgestellt hatten. Für diesen unerlaubten Fahrzeugwechsel vor dem Start wurde er nachträglich disqualifiziert. Mansell hingegen bestritt mit diesem Rennwagentyp acht Weltmeisterschaftsläufe und fuhr beim Großen Preis der USA in Detroit mit Platz sechs einen Weltmeisterschaftspunkt ein.
| Fahrer                          | Nr.                             | 1   | 2  | 3   | 4  | 5   | 6   | 7 | 8   | 9 | 10 | 11 | 12 | 13 | 14 | 15 | Punkte | Rang |
| ------------------------------- | ------------------------------- | --- | -- | --- | -- | --- | --- | - | --- | - | -- | -- | -- | -- | -- | -- | ------ | ---- |
| Formel-1-Weltmeisterschaft 1983 | Formel-1-Weltmeisterschaft 1983 |     |    |     |    |     |     |   |     |   |    |    |    |    |    |    | (11)   | (8.) |
| E. de Angelis                   | 11                              | DSQ |    |     |    |     |     |   |     |   |    |    |    |    |    |    | (11)   | (8.) |
| N. Mansell                      | 12                              | 12  | 12 | DNF | 12 | DNF | DNF | 6 | DNF |   |    |    |    |    |    |    | (11)   | (8.) |

| Legende  | Legende            | Legende                                                          |
| Farbe    | Abkürzung          | Bedeutung                                                        |
| -------- | ------------------ | ---------------------------------------------------------------- |
| Gold     | –                  | Sieg                                                             |
| Silber   | –                  | 2. Platz                                                         |
| Bronze   | –                  | 3. Platz                                                         |
| Grün     | –                  | Platzierung in den Punkten                                       |
| Blau     | –                  | Klassifiziert außerhalb der Punkteränge                          |
| Violett  | DNF                | Rennen nicht beendet (did not finish)                            |
| Violett  | NC                 | nicht klassifiziert (not classified)                             |
| Rot      | DNQ                | nicht qualifiziert (did not qualify)                             |
| Rot      | DNPQ               | in Vorqualifikation gescheitert (did not pre-qualify)            |
| Schwarz  | DSQ                | disqualifiziert (disqualified)                                   |
| Weiß     | DNS                | nicht am Start (did not start)                                   |
| Weiß     | WD                 | zurückgezogen (withdrawn)                                        |
| Hellblau | PO                 | nur am Training teilgenommen (practiced only)                    |
| Hellblau | TD                 | Freitags-Testfahrer (test driver)                                |
| ohne     | DNP                | nicht am Training teilgenommen (did not practice)                |
| ohne     | INJ                | verletzt oder krank (injured)                                    |
| ohne     | EX                 | ausgeschlossen (excluded)                                        |
| ohne     | DNA                | nicht erschienen (did not arrive)                                |
| ohne     | C                  | Rennen abgesagt (cancelled)                                      |
| ohne     | keine WM-Teilnahme |                                                                  |
| sonstige | P/fett             | Pole-Position                                                    |
| sonstige | 1/2/3/4/5/6/7/8    | Punktplatzierung im Sprint-/Qualifikationsrennen                 |
| sonstige | SR/kursiv          | Schnellste Rennrunde                                             |
| sonstige | *                  | nicht im Ziel, aufgrund der zurückgelegten Distanz aber gewertet |
| sonstige | ()                 | Streichresultate                                                 |
| sonstige | unterstrichen      | Führender in der Gesamtwertung                                   |